# Griechische Eishockeyliga 2010
Die Saison 2010 war die neunte Spielzeit der griechischen Eishockeyliga, der höchsten griechischen Eishockeyspielklasse. Meister wurde zum insgesamt sechsten Mal in der Vereinsgeschichte Iptameni Pagodromoi Athen.

## Modus
In der Hauptrunde absolvierte jede der neun Mannschaften insgesamt acht Spiele. Der Erstplatzierte der Hauptrunde wurde Meister. Für einen Sieg erhielt jede Mannschaft drei Punkte, bei einem Unentschieden gab es ein Punkt und bei einer Niederlage null Punkte.

## Hauptrunde
| Pl. |                           | Sp | S | U | N | Tore   | Punkte |
| 1.  | Iptameni Pagodromoi Athen | 8  | 8 | 0 | 0 | 166:8  | 24     |
| 2.  | Aris Thessaloniki         | 9  | 7 | 1 | 1 | 112:32 | 20     |
| 3.  | Avantes HC Chalkis        | 7  | 6 | 0 | 1 | 63:32  | 19     |
| 4.  | Albatros Athen            | 9  | 4 | 1 | 4 | 41:63  | 12     |
| 5.  | PAOK Thessaloniki         | 8  | 3 | 0 | 5 | 35:30  | 9      |
| 6.  | Mad Kows HC Athen         | 8  | 3 | 0 | 5 | 44:73  | 9      |
| 7.  | Iraklis Thessaloniki      | 8  | 3 | 0 | 5 | 30:92  | 9      |
| 8.  | Athen Warriors            | 8  | 1 | 0 | 7 | 15:130 | 3      |
| 9.  | Tarandos Mozchatou        | 7  | 0 | 0 | 7 | 0:40   | 0      |